# Raïon de Lénine (oblast autonome juif)
Pour les articles homonymes, voir Raïon Leninski.
Le raïon de Lénine ou raïon Leninski (en russe : Ленинский район, Leninski raïon) est l'un des cinq raïons de l'oblast autonome juif au sud de celui-ci.
Il s'étend sur 6 068 km2 et compte 21 941 habitants en 2009.
Léninskoïé (ru) est le chef-lieu du raïon.